# Мосашвили, Теймураз Ильич
Теймураз Ильич Мосашвили — советский хозяйственный, государственный и политический деятель.

## Биография
Теймураз Мосашвили родился в 1915 году в грузинской семье. Член ВКП(б) с 1947 года.
С 1935 года — на хозяйственной, общественной и политической работе. В 1935—1989 годах — рабочий железной дороги, участник Великой Отечественной войны, на административно-хозяйственной работе, заместитель председателя райисполкома, секретарь райкома партии, председатель имени 26 Бакинских комиссаров райисполкома, первый секретарь райкома КП Грузии имени 26 Бакинских комиссаров в городе Тбилиси, первый заместитель председателя Тбилисского горисполкома, председатель Грузинского республиканского совета профсоюзов.
Избирался депутатом Верховного Совета Грузинской ССР 6-го и 7-го созывов, Верховного Совета СССР 8-го, 9-го, 10-го и 11-го созывов.
Умер после 1989 года.